# St. Michael (Rheinfelden-Karsau)

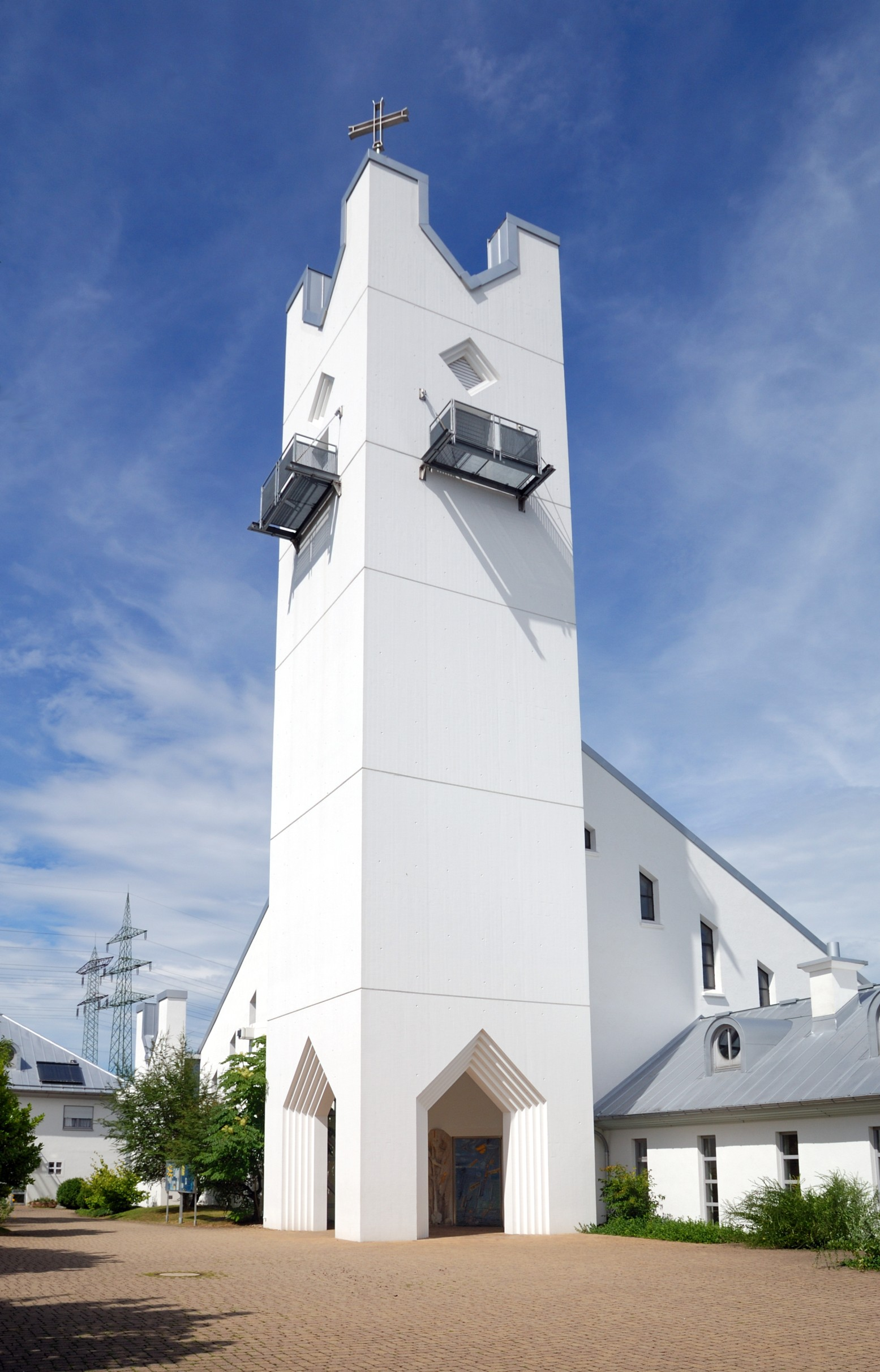
St. Michael

Die Anfang der 1990er Jahre errichtete Pfarrkirche St. Michael in Beuggen im Rheinfelder Stadtteil Karsau gehört der zum 1. Januar 2015 begründeten römisch-katholischen Kirchengemeinde Rheinfelden an, einer Seelsorgeeinheit mit den weiteren sechs Kirchen St. Josef, St. Gallus (Eichsel), St. Urban, St. Peter & Paul, St. Felix & Regula, St. Gallus (Warmbach) und den drei Kapellen Maria Schnee, St. Mauritius und St. Ubald. Die Seelsorgeeinheit gehört zum Dekanat Wiesental im Erzbistum Freiburg.  
Die Kirche ist dem Erzengel Michael geweiht und dient der Gemeinde als Nachfolgerin der Schlosskirche Beuggen. Das Gotteshaus mit quadratischem Grundriss hat auf jeder Ecke unterschiedlich hohe Türme. Architekten der Kirche waren Josef Laule und Eberhard Wittekind. Von der Künstlerin Hortense von Gelmini stammen die Ideen zur Gestaltung der Turm-Zinnen, die wie umgekehrte Portale vom Himmel zur Erde hin wirken, und der Eingangsöffnungen, die Fensteranordnung und -führung, sowie die Bildtafeln im Altarraum und der Fußboden-Kreuzweg. Das Hauptportal der Pfarrkirche sowie ein Großteil der Ausstattung (z. B. Altar und Chorkreuz) wurden von Leonhard Eder geschaffen.

## Geschichte
Eine Kirche am Fuße des Dinkelbergs ist 1218 erstmals urkundlich erwähnt. Von Schloss Beuggen aus wurde seit 1246 die Gemeinde der sogenannten „Oberen Kirche“ betreut. Da diese 1678 schwere Kriegsschäden erlitt und nur noch behelfsmäßig genutzt werden konnte, erfolgte 1836 ihr Abbruch. Aus diesem Grund stellte die Deutschordenskomturei der Gemeinde die Marienkirche im Schloss Beuggen für den Gottesdienst zur Verfügung. Nach dem Übergang der Kommende an das Land Baden verpflichtete sich die großherzogliche Regierung zum Erhalt der Schlosskirche als katholische Pfarrkirche. In dieser Funktion diente sie bis zum 16. Mai 1993 den Gemeinden Karsau, Riedmatt und Beuggen. Aus dieser Notlösung erwuchs in der Gemeinde bereits im 18. Jahrhundert der Wunsch nach einer eigenen Kirche. Sowohl die Lage der Schlosskirche am äußersten Rand des Gemeindegebietes wie auch die bis zu fünf verschiedenen Stellen zur Feier der Heiligen Messe waren ein unbefriedigender Zustand. Zudem wohnten bis zu 80 % der Katholiken in Karsau, so dass sich der Mittelpunkt des Ortes als Standort für die neue Kirche anbot. Auch Anfang des 20. Jahrhunderts und zur Zeit des Nationalsozialismus gab es verstärkte Bemühungen, die jedoch aufgrund des Widerstands der NS-Behörden scheiterten.
Erst in den 1970er Jahren nahm der Plan für den Neubau einen neuen Anlauf. Durch den Bebauungsplan der Stadt Rheinfelden wurde 1979 der Standort genehmigt und gleichzeitig für die Bebauungsfläche von 3.700 auf 6.500 Quadratmeter vorgeschlagen. In den Jahren 1980 bis 1986 wurden die dafür notwendigen Grundstücke von der Erzdiözese Freiburg erworben. 1989 begannen die Planungsarbeiten; zeitgleich wurde das katholische Pfarrhaus im Areal des Schlosses Beuggen an die Evangelische Landeskirche in Baden verkauft. Am 16. März 1990 genehmigte das Ordinariat in Freiburg den Neubau der Kirche, des Gemeindezentrums und des Pfarrhauses.
Der erste Spatenstich war am 6. Mai 1991 und am 16. November desselben Jahres wurde der geschaffene Grundstein in einer feierlichen Segnung und unter Beigabe einer Urkunde eingemauert. Am 7. August 1992 wurde Richtfest gefeiert.

## Lage und Beschreibung

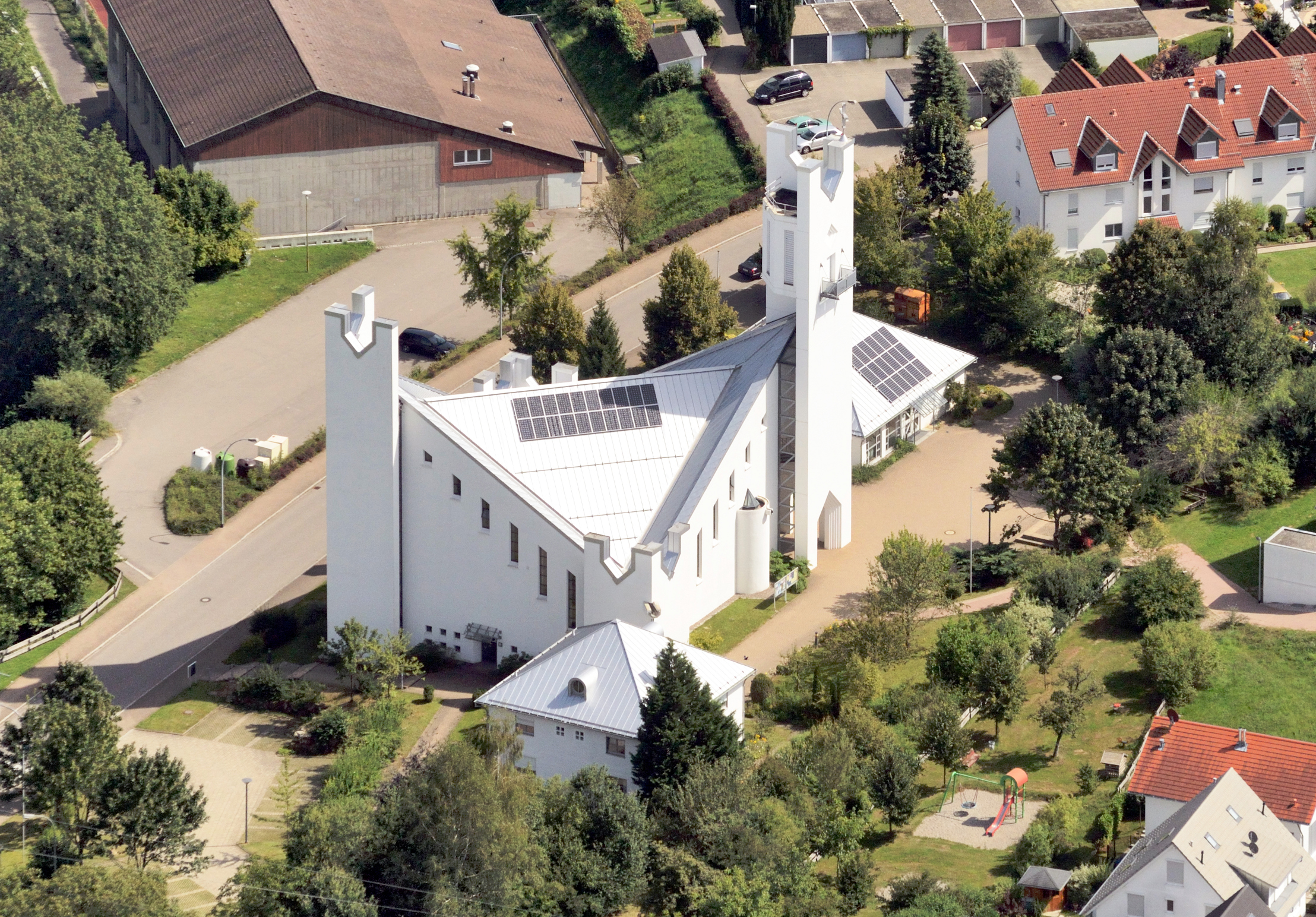
Luftbild der St.-Michael-Kirche

Die St. Michaelskirche in der nordöstlich des Stadtkerns von Rheinfelden gelegenen ehemaligen Gemeinde Karsau befindet sich auf 348 Meter über N.N. und damit deutlich höher als das Zentrum. Der weiße am Hang gelegene Sakralbau erinnert in seiner Gestaltung an eine Burg. Der im Mittelalter stark verbreitete Kult St. Michaels war mit architektonischen Motiven stark verbunden. Beispielsweise führte die Erscheinung 492 des Erzengels auf dem Monte Gargano in Apulien zur Errichtung des Wallfahrtsortes Monte Sant’Angelo in Italien oder dem Mont-Saint-Michel in der Normandie. Im Jahr 590 soll der Erzengel Michael Papst Gregor I. in der Festung des ehemaligen Hadrians-Mausoleum zur Beendigung der Pest erschienen sein. Seither wird dieser Bau „Engelsburg“ genannt. Auf diese Motive nehmen auch die Bauformen der St. Michaelskirche Bezug. Sowohl die Zinnen der vier Türme im quadratischen Grundriss wie auch deren Anordnung in den Ecken des quadratischen Grundrisses korrespondieren mit der Formgebung von Burgen. Auch die unterirdische Krypta nimmt die über Eck gestellte Quadratform an. Westlich der Kirche befindet sich das Gemeindehaus, welches über einen Verbindungsbau mit der Kirche verbunden ist. Vom Kirchenbau abgesetzt steht nordöstlich vom Gotteshaus das Pfarrhaus.

### Türme

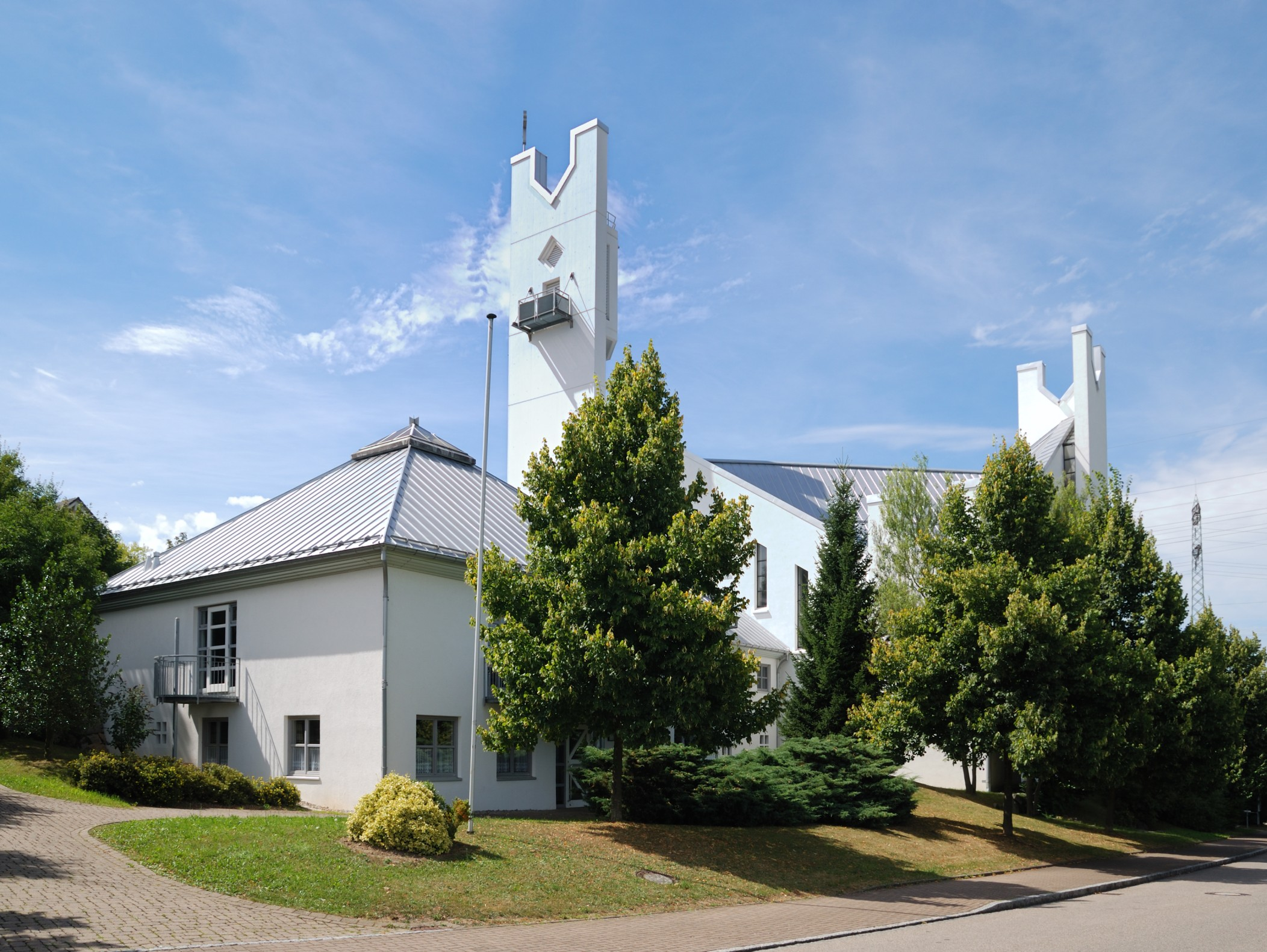
St. Michael von Südosten

Zu den markantesten Merkmalen der St.-Michaels-Kirche gehören die vier Türme, die sich jeweils an den Ecken des quadratischen Grundrisses erheben. Der höchste unter ihnen trägt den Namen des Kirchenpatrons Michael und dient gleichzeitig als Glockenturm und Haupteingang zur Kirche. Durch zwei Türen am Hauptportal gelangt man in einen Vorraum der Kirche. Die nach innen gestaffelte Vertiefung der offenen Pforten erinnert an die Archivolten mittelalterlicher Dome. Auf der Spitze des 30 Meter hohen Turmes befindet sich ein 2,75 Meter hohes Turmkreuz aus Edelstahl. Das von Leonhard Eder gefertigte Kreuz lehnt sich gestalterisch an das Ritterkreuz des Deutschen Ordens an, um die Tradition mit der ehemaligen Deutschordenskommende Beuggen zu dokumentieren. Unterhalb der Turmzinnen befinden sich zur repräsentativen Westseite zwei quadratische Schallöffnungen, die auf ihren Spitzen stehen. Darunter sind zwei türartige Öffnungen, vor denen ein kleiner Balkon aus der Turmfassade hervor springt.
Über dem Altarraum und Tabernakelbereich befindet sich der zweithöchste Turm, der Maria geweiht ist. Er erhebt sich 21,50 Meter hoch und misst einschließlich der Untergeschosse 26 Meter. Unterhalb des nach Südwesten ausgerichteten St.-Gabrielturms ist die Taufkapelle untergebracht. Er misst 9 Meter Höhe bzw. mit Untergeschoss 12,50 Meter. Unterhalb des nach Nordosten ausgerichteten 9 Meter hohen St.-Raphaelturms verbirgt sich die Beichtkapelle.

### Hauptportal

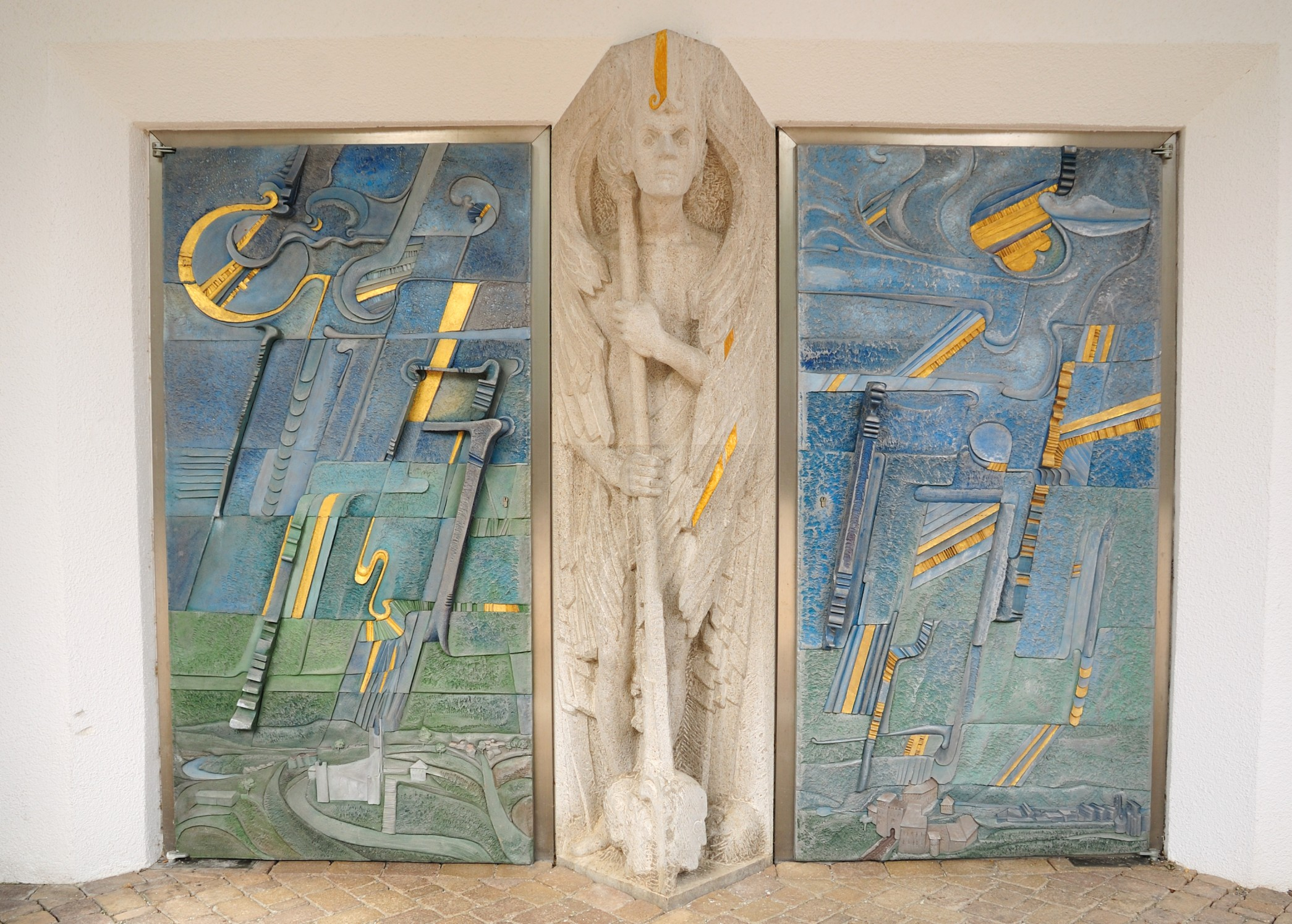
Hauptportal unter dem Michaelsturm

Das am Michaelsturm befindliche Hauptportal wurde von Leonhard Eder erschaffen. Es besteht aus zwei massiven zu den Außenseiten öffnenden, separaten Türen aus Eichenholz, die mit Aluminiumplatten verkleidet sind. Zwischen den Türen wacht die Gestalt des Kirchenpatrons Michael als Mittelpfosten. Die markante Figur ist aus einem Muschelkalkblock gehauen. Die Türen leuchten in den Farben Blau und Gold und stellen in der oberen Hälfte eine überirdische Welt aus verschiedenen Flächen, Rundungen und Linien dar. Das Relief geht in die silhouettenhafte Landschaft des Dinkelbergs über. Auf der linken Türe erkennt man die Michaelskirche, auf der rechten Schloss Beuggen.

### Innenraum und Ausstattung
Betritt man das Kircheninnere durch das Hauptportal, gelangt man in einen kleinen Vorraum, der sich unterhalb des Michaelsturms befindet. Im Rücken der Michaelsfigur ist ein Weihwasserbecken eingearbeitet. Den quadratischen Grundriss des Zentralraums der Kirche betritt man vom Vorraum aus dessen Spitze. Diese Konzeption des Kirchenraums orientiert sich an der modernen Gestaltung, die infolge des Zweiten Vatikanischen Konzils eine Abkehr von der klassischen Langhausform vorsah. Am Eingang zusammengefasst, fächert sich der Gottesdienstbesucher zur Mitte hin auf und wird in der Intensität im Altarraum wieder zusammengeführt. Ungewöhnlich an der Michaelskirche ist die zeltartige Deckenform. Auch diese Bauform ist der christlichen Symbolik entlehnt. In der Offenbarung des Johannes (Joh 1,14) wird davon gesprochen, dass die Gerechten bei Gott in einem Zelt wohnen.
Das Licht gelangt durch Fensterschlitze ins Kircheninnere und beleuchtet besonders die Kirchenecken, an denen sich u. a. die Taufstelle und der Altarraum befinden. Die Raumdiagonalen bilden im Mittelpunkt ein Kreuz.
Im Fußboden der Kirchengänge sind 14 Kreuzsymbole eingelassen, welche die Kreuzwegstationen Jesu Christi nachstellen. Die Stationen bestehen aus Messing, Edelstahl und weißem Marmor. Die Intarsien der Platten sind kunstvoll miteinander verarbeitet und stammen von Hortense von Gelmini. Jede Platte ist ein aufs Eck gelegtes Quadrat, das von einem Kreis umschlossen wird. Dabei symbolisiert das Quadrat das Kreuz und der Kreis das Unendliche.
Von derselben Künstlerin stammt das Altar-Retabel, bestehend aus sechs Quadratplatten, die auf vier Trägern zusammengefasst im Altarraum neben der Mensa aufgestellt sind. Die Platten sind beidseitig bemalt und werden je nach Festkreis entsprechend zum Gebetssaal gedreht. Die in Blau, Gelb und Grün gehaltene Seite des Weihnachtsfestkreises und bei Marienfesten zeigt die Motive: (1) Erschaffung und Sündenfall, das Auge Gottes thront über allem, (2) Opfer Abrahams, (3) Mariä Verkündigung, (4) Geburt Jesu und Anbetung, (5) zwölfjähriger Jesus im Tempel, (6) Sturm auf der See. Die Bilder des Osterfestkreises sind vornehmlich in den Farben Grün und Gelb gehalten. Sie stellen dar: (1) Abendmahl, Einsetzung der Eucharistie, (2) Jesus vor Pilatus, Verurteilung, (3) Grablegung und Kreuzabnahme, (4) Jesus und die Emmausjünger, (5) Christi Himmelfahrt, (6) Pfingsten, Geistsendung, Gnadenstrom auf die versammelte Gemeinde.
Der Altarraum selbst befindet sich auf einem Podest mit drei Stufen. Der Altartisch besteht aus einem hellen Marmorblock aus rauem Kalkstein, in dem ein Kreuz eingelassen ist. Daneben steht ein Lesepult aus demselben Material. Die Sedilien schließen den hinteren Altarbereich ab. Aus dem Podestboden im Altar erwächst das Tabernakel mit verziertem Aluminiumhäuschen. Über dem Altartisch ist ein Hängekreuz angebracht, das ebenso wie der Altartisch von Leonhard Eder entworfen wurde.
Auf den Stufen der Altarinsel erhebt sich eine Stele, auf der eine barocke Madonnenfigur aufgestellt ist. Die Figur aus der Zeit um 1720 stammt von dem Rheinfelder Künstler Johann Isaak Freitag (1682–1734), der als Hauptmeister der Fricktaler Barockplastiken angesehen wird.
Die unterirdische Krypta – Maximilian-Kolbe-Raum genannt – steht ebenfalls für Gottesdienste oder andere religiöse Veranstaltungen als Kapelle zur Verfügung.

### Glocken und Orgel
- Das fünfstimmige Glockengeläut aus Bronze im Michaelsturm setzt sich wie folgt zusammen:[9]

| Glocke | Name                  | Gussjahr | Gießerei                               | Durchmesser | Gewicht | Schlagton |
| ------ | --------------------- | -------- | -------------------------------------- | ----------- | ------- | --------- |
| 1      | Dreifaltigkeitsglocke | 1992     | Glockengießerei Bachert, Karlsruhe[10] | 1127 mm     | 992 kg  | fis′ −3   |
| 2      | St.-Michaels-Glocke   | 1992     | Glockengießerei Bachert, Karlsruhe[10] | 886 mm      | 455 kg  | ais′ −2   |
| 3      | Heilig-Kreuz-Glocke   | 1722     | Heinrich Weitenauer, Basel             | 750 mm      | 280 kg  | cis″ +2   |
| 4      | Marienglocke          | 1956     | Glockengießerei Heidelberg[3]          | 660 mm      | 160 kg  | dis″ ±0   |
| 5      | Elisabeth-Glocke      | 1956     | Glockengießerei Heidelberg[3]          | 550 mm      | 120 kg  | fis″ +2   |
- Die auf der Empore integrierte Orgel wurde in den 1960er Jahren von der Werkstatt Franz Winterhalter erbaut. Das Instrument verfügt über ein Manual, ein Pedal und acht Register. Vor der Inbetriebnahme in der St.-Michael-Kirche wurde sie von Peter Vier restauriert.[8]

Im Jahr 2000 erhielt die Kirche eine neue Orgel aus der Endinger Orgelwerkstatt Fischer + Krämer. Diese verfügt über 26 Register auf zwei Manualen und Pedal.